# Turňa (řeka)
Turňa je řeka na jihu východního Slovenska, teče územím okresů Rožňava a Košice-okolí. Je pravostranným přítokem Bodvy a má délku 26 km.
Pramení v Slovenském krasu na Silické planině, v nadmořské výšce cca 515 m. Teče zprvu na jih, obtéká masiv Malé Mely (608 m) a prudce se stáčí na východ. Přibírá Chovancův potok zleva, vstupuje do Turnianskeho kotliny, stáčí se na severovýchod a protéká okrajem obce Silická Jablonica, kde přibírá zleva Bazínsky potok. Dále přibírá levostranné přítoky, nejprve Chotárný potok (218 m) a následně Vápenný potok v blízkosti obce Hrušov. U obce Jablonov nad Turňou se koryto toku stáčí na východ, přibírá pravostranný přítok napájený Lúčnou vyvieračkou (196 m) a dále protéká kolem soustavy Hrhovských rybníků na levém břehu. Pak teče okrajem obce Včeláre, zleva přibírá Chotárný (Zádielský) potok a vstupuje do Košické kotliny. Stáčí se na jihovýchod, přibírá z levé strany ještě Hájský potok a v katastrálním území obce Hosťovce se vlévá do Bodvy.